# Theo Rupprecht
Theodor „Theo“ Rupprecht (* 29. Juni 1873 in München; † 4. März 1934 ebenda) war ein deutscher Komponist, Violoncellist und Musikprofessor.
Rupprecht war Schüler Josef Gabriel Rheinbergers und im Hauptberuf Kammermusiker (Cellist) im Bayerischen Staatsorchester in München. Er komponierte mehrere Operetten und Konzertstücke.

## Werke

### Operetten
- Johanniszauber (uraufgeführt in München, 1905)
- Salvator (München, 1912)
- Reutterlieb (München, 1913)
- Einer zwischen zwei (München, 1919)
- Mamsell Carmen (München, 1920)

### Konzertstücke
- Aus eigener Kraft
- Marsch der Pappenheimer[5]
- Don Quixote. Marche Grotesque (Hrsg. Leopold Schröder Berlin, 1906)
- Till Eulenspiegel – fantastischer großer Konzert-Marsch